# فارس الشهراني
فارس عايد الشهراني (مواليد 21 فبراير 2001)، لاعب جناح كرة قدم سعودي يلعب في نادي شرورة.

## مسيرة اللاعب
لعب في نادي ضمك ونادي العين ونادي شرورة.

## روابط خارجية
- فارس الشهراني على موقع Soccerway.com (الإنجليزية)